# Elecciones generales de las islas Malvinas de 2001
Las elecciones generales de las Islas Malvinas de 2001 se celebraron el jueves 22 de noviembre de 2001 para elegir a los miembros del Consejo Legislativo por sufragio universal. La elección tuvo lugar el mismo día que un referéndum consultando sobre la fusión de Stanley y el Camp en un sola circunscripción electoral elegidos por representación proporcional. El presidente ejecutivo Michael Blanch actuó como director del recuento.

## Resultados
| Elecciones generales de las islas Malvinas de 2001 |                                        |       |       |
| Escrutinio definitivo: Stanley                     |                                        |       |       |
| Candidato                                          | Partido                                | Votos | %     |
| Michael Summers                                    | Independiente                          | 541   | 16,89 |
| Stephen Luxton                                     | Independiente                          | 407   | 12,70 |
| John Birmingham                                    | Independiente                          | 405   | 12,64 |
| Jan Cheek                                          | Independiente                          | 356   | 11,11 |
| Richard Cockwell                                   | Independiente                          | 334   | 10,42 |
| Eric Goss                                          | Independiente                          | 291   | 9,08  |
| Ian Doherty                                        | Independiente                          | 283   | 8,83  |
| Sharon Halford                                     | Independiente                          | 231   | 7,21  |
| June Besley-Clark                                  | Independiente                          | 135   | 4,21  |
| Rod Tuckwood                                       | Independiente                          | 120   | 3,75  |
| Kevin Ormond                                       | Independiente                          | 101   | 3,15  |
| Total de votos/Participación electoral             | Total de votos/Participación electoral | 3.204 | 68,7  |
| Fuente: Elecciones Islas Malvinas                  |                                        |       |       |
| Escrutinio definitivo: Camp                        |                                        |       |       |
| Norma Edwards                                      | Independiente                          | 179   | 36,56 |
| Roger Edwards                                      | Independiente                          | 168   | 24,93 |
| Philip Miller                                      | Independiente                          | 92    | 13,65 |
| Ian Hansen                                         | Independiente                          | 89    | 13,20 |
| Richard Stevens                                    | Independiente                          | 86    | 12,76 |
| Christopher May                                    | Independiente                          | 38    | 5,64  |
| Robin Goodwin                                      | Independiente                          | 22    | 3,26  |
| Total de votos/Participación electoral             | Total de votos/Participación electoral | 674   | 82,2  |
| Fuente: Elecciones Islas Malvinas                  |                                        |       |       |

## Resultados del referéndum
La cuestión planteada por el referéndum fue:

¿Está de acuerdo que debe haber una circunscripción para las islas Malvinas, con un nuevo sistema de votación por representación proporcional?

| Opción                      | Votos                | Porcentaje |
| --------------------------- | -------------------- | ---------- |
| No                          | 596                  | 56.65%     |
| Si                          | 456                  | 43.35%     |
| Votos válidos               | 1052                 | 98,5%      |
| Votos inválidos o en blanco | 16                   | 1,5%       |
| Total                       | 1068                 | 100,0%     |
| Participación               | Participación        | 71,11%     |
| Votantes registrados        | Votantes registrados | 1502       |
| Fuente:                     |                      |            |